# Koivou
Koivou, auch Koivou Island oder Île Koivou genannt, ist eine kleine bewohnte Insel nahe der Südostküste der zweitgrößten vanuatuischen Insel Malakula.

## Geographie
Koivou liegt im Westen der Maskelyne-Inseln, etwa einen Kilometer südlich der Insel Sakao.

## Verwaltung
Koivou gehört zur Provinz Malampa.